# Asarum yamashiroi
Asarum yamashiroi är en piprankeväxtart som beskrevs av Hatusima. Asarum yamashiroi ingår i släktet hasselörter, och familjen piprankeväxter. Inga underarter finns listade i Catalogue of Life.